# Tettigometra bifoveolata
Tettigometra bifoveolata är en insektsart som beskrevs av Victor Antoine Signoret 1866. Tettigometra bifoveolata ingår i släktet Tettigometra och familjen Tettigometridae. Inga underarter finns listade i Catalogue of Life.